# Math fab Mathonwy
Math fab Mathonwy [maːθ vaːb ma'θonwi] („Math, der Sohn Mathonwys“) ist der Titel des Vierten Zweiges des Mabinogi in der walisischen Mythologie. Die Erzählung ist sowohl im Llyfr Gwyn Rhydderch („Das Weiße Buch von Rhydderch“) als auch im Llyfr Coch Hergest („Das Rote Buch von Hergest“) enthalten.

## Inhalt und handelnde Personen

Llew als Adler auf der Flucht

- siehe Math, Gwydyon und Llew Llaw Gyffes

König Math von Gwynedd rächt die Vergewaltigung seiner jungfräulichen Fußhalterin Goewin durch seine Neffen Gwydyon und Gilfaethwy, indem er die beiden in Tiere verwandelt. Die Untat geschah, während er gegen Pryderi von Dyfed in den Krieg gezogen war. Er heiratet Goewin, begnadigt später seine Neffen und sucht eine neue Fußhalterin. Seine ihm vorgeschlagene Nichte Arianrhod ist jedoch keine Jungfrau mehr, sondern gebiert Dylan Eil Ton und Llew Llaw Gyffes. Während Dylan ins Meer entflieht, verhängt Arianrhod über Llew den Fluch (irisch geis, kymrisch cynnedyf), dass er keine menschliche Frau heiraten dürfe. Deshalb erschaffen Math und Gwydyon aus Blüten eine Kunstfigur, Blodeuwedd, die Llew heiratet, ihn jedoch bald darauf mit Goronwy betrügt. Die beiden Ehebrecher wollen Llew ermorden, dieser kann aber ins Nantlle Valley entfliehen und tötet dann mit Hilfe Gwydyons seinen Nebenbuhler mit dessen eigener Gift-Lanze.